# Интродукция и рондо каприччиозо
Интроду́кция и ро́ндо каприччио́зо ля минор (фр. Introduction et Rondo capriccioso), соч. 28 — произведение французского композитора Камиля Сен-Санса для скрипки с оркестром, написанное в 1863 году. Посвящено скрипачу-виртуозу Пабло де Сарасате.

## История
Произведение задумывалось как финальная часть скрипичного концерта номер 1, соч. 20, однако успех его первого исполнения побудил композитора опубликовать его отдельно.
Премьера состоялась 4 апреля 1867 г. в Париже. Партию скрипки исполнил Пабло де Сарасате (которому это произведение было посвящено), дирижировал сам Сен-Санс.
Было сделано несколько аранжировок партитуры, в том числе для скрипки и фортепиано Жоржа Бизе, фортепианного дуэта Жака Дюрана и для двух фортепиано Клода Дебюсси.

## Состав оркестра
2 флейты пикколо
2 гобоя
2 кларнета
2 фагота
2 валторны
2 трубы или корнета
3 литавры
Секция струнных инструментов
Соло скрипка

## Стиль и структура
Пьеса открывается вступлением (36 тактов), в котором устанавливаются как ключевые, так и ритмические и гармонические темы. Оркестр поддерживает скрипку блок-аккордами, а солист исполняет виртуозные арпеджио и хроматические пассажи. В 18-м такте движение усиливается, когда индикация темпа меняется с Allegro malinconico на Animato, и солист переходит к быстрому пассажу тридцатьвторых.